# كريستينا دونكر
كريستينا دونكر (Kristina Dunker) (ولدت في دورتموند في 15 يونيو 1937) هي كاتبة وروائية ألمانية تكتب روايات للأطفال والشباب.

## حياتها
درست تاريخ الفن وعلم الآثار في بوخوم وبيزا. وعملت صحفية في عدة صحف. نشرت كريستينا كتابها الأول في سن السابعة عشرة, ومنذ ذلك الوقت وهي تكتب وتنشر روايات للأطفال والشباب, وحصلت على العديد من الجوائز الأدبية في هذا المجال, من بينها الجائزة التشجيعية للفنانين والفنانات الشباب من ولاية شمال الراين - وستفاليا. وتقوم بالعديد من ورش الكتابة للشباب ،وندوات القراءة للأطفال في المدارس في مدن ألمانيا وأوروبا. وهي تقيم حاليا في مدينة كاستروب راوْكسل.

## من أعمالها
- قبلة وردة الشوك الصغيرة
- بروق الصيف ورعوده
- محب متألم